# Alice Abadam
Pour les articles homonymes, voir Abadam (homonymie).
Alice Abadam (2 janvier 1856 – 1940) est une suffragette et oratrice publique galloise.

## Biographie
Alice Abadam est née à Londres en 1856, fille d'Edward Abadam et de son épouse Louise (née Taylor). Son grand-père, Edward Hamlin Adams (en), un banquier britannique, faisant du négoce, notamment d'esclaves, à la Jamaïque, puis député à Westminster pour le Carmarthenshire (en) en 1833-1834, a acquis en 1825, le domaine de Middleton Hall dans le Carmarthenshire à la suite de la mort de son propriétaire, William Paxton (en). La maison est ensuite transmise à son fils Edward en 1842, qui ajoute l'ancien patronyme Gallois, Ab, à son nom de famille pour donner une impression d’ascendance royale. Alice Abadam y passe son enfance. Son père est le haut-shérif du Carmarthenshire (en),. Bien que vivant séparés, ses parents restent mariés jusqu'à la mort d'Edward en 1875.
En 1905, Alice Abadam souscrit à la Central Society for Women's Sufrage (« société centrale pour le droit de vote des femmes ») en tant que « socialiste indépendante » puis, en 1906, à la Women's Social and Political Union. Elle rejoint également la Women's Freedom League en 1908. Elle devient une oratrice publique très connue et elle s'adresse à un certain nombre de sociétés pour défendre le suffrage féminin.
En 1918, elle devient la directrice du Federated Council for Suffrage Society. La même année, elle publie un pamphlet intitulé The Feminist Vote, Enfranchised or Emancipated?, dans lequel elle considère que les femmes ne doivent plus être « l'ombre des hommes » pour obtenir leur liberté.
Alice Abadam meurt à Brynmyrddin près d'Abergwili en 1940 et lègue ses biens à sa nièce.

## Hommages
- En octobre 2018, une plaque en sa mémoire est apposée 26 Picton Terrace à Carmarthen[8].